# Taunggyi District
Taunggyi District är ett distrikt i Myanmar.   Det ligger i regionen Shanstaten, i den centrala delen av landet, 120 km nordost om huvudstaden Naypyidaw.